# Sokal (gmina)
Gmina Sokal – dawna gmina miejsko-wiejska funkcjonująca w latach 1941–1944 pod okupacją niemiecką w Polsce. Siedzibą gminy było miasto Sokal, które nie tracąc praw miejskich wchodziło w skład gminy (obecnie na Ukrainie; Сокаль).
Gmina Sokal została utworzona przez władze hitlerowskie z terenów okupowanych przez ZSRR w latach 1939–1941 terenów należących przed wojną do powiatu sokalskiego w woj. lwowskim: 
- z części gminy Krystynopol[2] – Poturzyca
- z części gminy Tartaków – Komarów
- z części zlikwidowanej gminy Skomorochy – Ilkowice
- z części zlikwidowanej miejskiej gminy Sokal – miasto Sokal (bez lewobrzeżnej części – Żwirki i Zabuża[3])

Gmina Sokal weszła w skład powiatu kamioneckiego (Kreishauptmannschaft Kamionka Strumiłowa), należącego do dystryktu Galicja w Generalnym Gubernatorstwie. W skład gminy wchodziły miejscowości: Ilkowice, Komarów, Poturzyca i Sokal (Stadt).
Po wojnie obszar gminy wszedł w struktury administracyjne ZSRR.